# SB-258,585
SB-258,585 je lek koji se koristi u naučnim istraživanjima. On deluje kao potentan, selektivan i oralno aktivan antagonist 5-6 receptora, sa  od 8,9 nM. On se koristi u obliku 125 radio obeleženoj formi za maporamke distribucije 5-HT6 receptora u mozgu.